# Matija Boben
Matija Boben (Lubiana, 26 febbraio 1994) è un calciatore sloveno, difensore del Celje.

## Caratteristiche tecniche
È un difensore centrale.

## Carriera

### Club
Il 4 luglio 2017 lascia la Slovenia, firmando un triennale – con opzione di rinnovo per un quarto anno – con il Rostov, nella massima serie russa. Il 28 gennaio 2019 passa in prestito al Livorno, in Serie B. Esordisce con gli amaranto il 17 febbraio in Lecce-Livorno (3-2). Termina la stagione con 9 presenze. Il 28 giugno 2019 viene acquistato a titolo definitivo dagli amaranto in cambio di 450.000 euro.
Il 5 ottobre 2020 si trasferisce in prestito con diritto di riscatto alla Ternana, in Serie C. Con i rossoverdi nel 2021 vince il campionato e la Supercoppa di Serie C. L'8 luglio 2021 firma un triennale con la Ternana, che il 3 agosto 2022 lo cede in prestito al Pescara, in Serie C.
Il 26 giugno 2023 si trasferisce a titolo definitivo al CFR Cluj, nella massima serie rumena.

### Nazionale
Dopo aver giocato alcuni incontri con le selezioni giovanili, esordisce con la nazionale slovena il 13 gennaio 2017 in un'amichevole vinta 2-0 contro la Finlandia. In totale conta 2 presenze con la selezione slovena.

## Statistiche

### Presenze e reti nei club
Statistiche aggiornate al 29 agosto 2024.
| Stagione              | Squadra               | Campionato            | Campionato | Campionato | Coppe nazionali | Coppe nazionali | Coppe nazionali | Coppe continentali | Coppe continentali | Coppe continentali | Altre coppe | Altre coppe | Altre coppe | Totale | Totale | Totale |
| Stagione              | Squadra               | Comp                  | Pres       | Reti       | Comp            | Pres            | Reti            | Comp               | Pres               | Reti               | Comp        | Pres        | Reti        | Pres   | Reti   |        |
| --------------------- | --------------------- | --------------------- | ---------- | ---------- | --------------- | --------------- | --------------- | ------------------ | ------------------ | ------------------ | ----------- | ----------- | ----------- | ------ | ------ | ------ |
| 2013-gen. 2014        | Triglav               | 1.SNL                 | 4          | 0          | CS              | 1               | 0               | -                  | -                  | -                  | -           | -           | -           | 5      | 0      |        |
| gen.-giu. 2014        | Ivančna Gorica        | 3.SNL                 | 9          | 0          | CS              | -               | -               | -                  | -                  | -                  | -           | -           | -           | 9      | 0      |        |
| 2014-gen. 2015        | Ivančna Gorica        | 3.SNL                 | 14         | 0          | CS              | 0               | 0               | -                  | -                  | -                  | -           | -           | -           | 14     | 0      |        |
| Totale Ivančna Gorica | Totale Ivančna Gorica | Totale Ivančna Gorica | 23         | 0          |                 | 0               | 0               |                    | -                  | -                  |             | -           | -           | 23     | 0      |        |
| gen.-giu. 2015        | Bolton                | FLC                   | 0          | 0          | FACup+CdL       | -               | -               | -                  | -                  | -                  | -           | -           | -           | 0      | 0      |        |
| 2015-2016             | Gorica                | 1.SNL                 | 9          | 0          | CS              | 0               | 0               | -                  | -                  | -                  | -           | -           | -           | 9      | 0      |        |
| 2016-2017             | Gorica                | 1.SNL                 | 25         | 1          | CS              | 3               | 0               | UEL                | 1                  | 0                  | -           | -           | -           | 29     | 1      |        |
| lug. 2017             | Gorica                | 1.SNL                 | 0          | 0          | CS              | 0               | 0               | UEL                | 1                  | 0                  | -           | -           | -           | 1      | 0      |        |
| Totale Gorica         | Totale Gorica         | Totale Gorica         | 34         | 1          |                 | 3               | 0               |                    | 2                  | 0                  |             | -           | -           | 39     | 1      |        |
| 2017-2018             | Rostov                | PL                    | 7          | 0          | KR              | 1               | 0               | -                  | -                  | -                  | -           | -           | -           | 8      | 0      |        |
| 2018-gen. 2019        | Rostov                | PL                    | 0          | 0          | KR              | 1               | 0               | -                  | -                  | -                  | -           | -           | -           | 1      | 0      |        |
| Totale Rostov         | Totale Rostov         | Totale Rostov         | 7          | 0          |                 | 2               | 0               |                    | -                  | -                  |             | -           | -           | 9      | 0      |        |
| gen.-giu. 2019        | Livorno               | B                     | 9          | 0          | CI              | -               | -               | -                  | -                  | -                  | -           | -           | -           | 9      | 0      |        |
| 2019-2020             | Livorno               | B                     | 30         | 1          | CI              | 1               | 0               | -                  | -                  | -                  | -           | -           | -           | 31     | 1      |        |
| set.-ott. 2020        | Livorno               | C                     | 0          | 0          | CI              | 1               | 0               | -                  | -                  | -                  | -           | -           | -           | 1      | 0      |        |
| Totale Livorno        | Totale Livorno        | Totale Livorno        | 39         | 1          |                 | 2               | 0               |                    | -                  | -                  |             | -           | -           | 41     | 1      |        |
| ott. 2020-2021        | Ternana               | C                     | 29         | 2          | CI              | -               | -               | -                  | -                  | -                  | SC-C        | 2           | 0           | 31     | 2      |        |
| 2021-2022             | Ternana               | B                     | 25         | 0          | CI              | 3               | 0               | -                  | -                  | -                  | -           | -           | -           | 28     | 0      |        |
| Totale Ternana        | Totale Ternana        | Totale Ternana        | 54         | 2          |                 | 3               | 0               |                    | -                  | -                  |             | 2           | 0           | 59     | 2      |        |
| 2022-2023             | Pescara               | C                     | 24+4       | 0          | CI-C            | 1               | 0               | -                  | -                  | -                  | -           | -           | -           | 29     | 0      |        |
| 2023-2024             | CFR Cluj              | L1                    | 10+10      | 0+1        | CR              | 1               | 0               | UECL               | 0                  | 0                  | -           | -           | -           | 21     | 1      |        |
| 2024-2025             | CFR Cluj              | L1                    | 1          | 0          | CR              | 0               | 0               | UECL               | 6                  | 0                  | -           | -           | -           | 7      | 0      |        |
| Totale CFR Cluj       | Totale CFR Cluj       | Totale CFR Cluj       | 21         | 1          |                 | 1               | 0               |                    | 6                  | 0                  |             | -           | -           | 28     | 1      |        |
| Totale carriera       | Totale carriera       | Totale carriera       | 210        | 5          |                 | 13              | 0               |                    | 8                  | 0                  |             | 2           | 0           | 233    | 5      |        |

### Cronologia presenze e reti in nazionale
| Cronologia completa delle presenze e delle reti in nazionale ― Slovenia | Cronologia completa delle presenze e delle reti in nazionale ― Slovenia | Cronologia completa delle presenze e delle reti in nazionale ― Slovenia | Cronologia completa delle presenze e delle reti in nazionale ― Slovenia | Cronologia completa delle presenze e delle reti in nazionale ― Slovenia | Cronologia completa delle presenze e delle reti in nazionale ― Slovenia | Cronologia completa delle presenze e delle reti in nazionale ― Slovenia | Cronologia completa delle presenze e delle reti in nazionale ― Slovenia |
| Data                                                                    | Città                                                                   | In casa                                                                 | Risultato                                                               | Ospiti                                                                  | Competizione                                                            | Reti                                                                    | Note                                                                    |
| ----------------------------------------------------------------------- | ----------------------------------------------------------------------- | ----------------------------------------------------------------------- | ----------------------------------------------------------------------- | ----------------------------------------------------------------------- | ----------------------------------------------------------------------- | ----------------------------------------------------------------------- | ----------------------------------------------------------------------- |
| 13-1-2017                                                               | Abu Dhabi                                                               | Slovenia                                                                | 2 – 0                                                                   | Finlandia                                                               | Amichevole                                                              | -                                                                       |                                                                         |
| 2-6-2018                                                                | Podgorica                                                               | Montenegro                                                              | 0 – 2                                                                   | Slovenia                                                                | Amichevole                                                              | -                                                                       | 73’                                                                     |
| Totale                                                                  |                                                                         | Presenze                                                                | 2                                                                       |                                                                         | Reti                                                                    | 0                                                                       |                                                                         |

## Palmarès

### Club

#### Competizioni nazionali
- Serie C: 1

Ternana: 2020-2021 (Girone C)
- Supercoppa di Serie C: 1

Ternana: 2021